# تحليل كهربائي

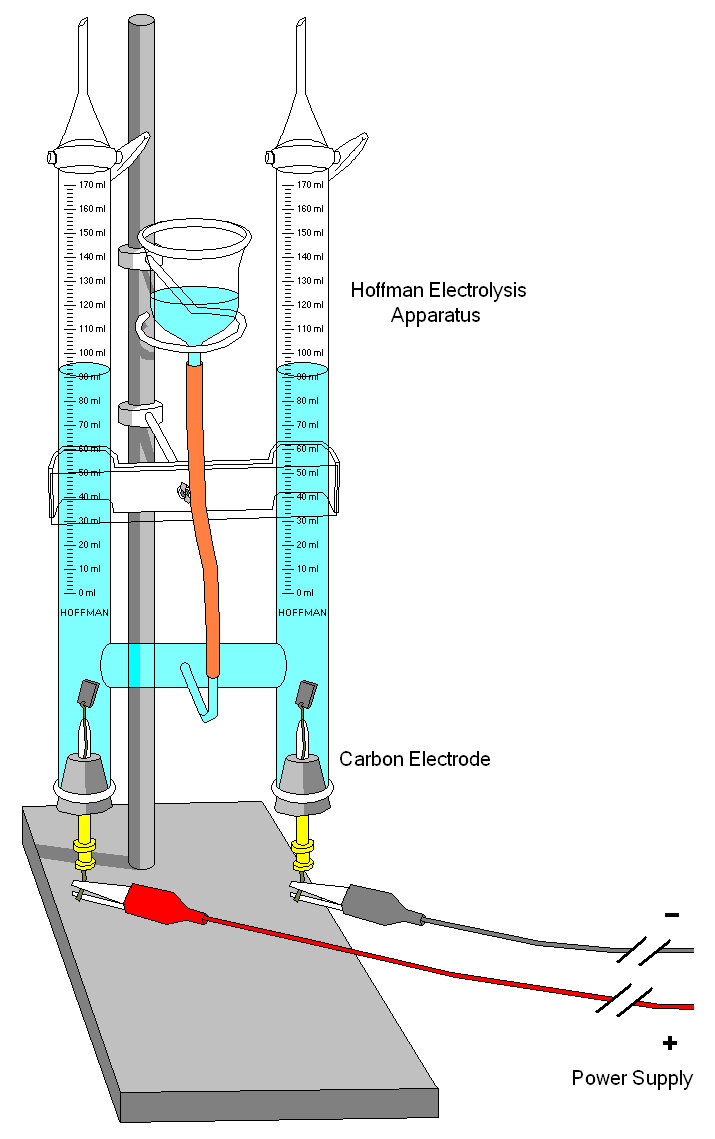
توضيح جهاز تحليل الماء يستخدم أمام تلاميذ المدارس.

التحليل الكهربائي أو الكهرلة في الكيمياء والصناعة هي الطريقة التي يُستخدم بها تيار كهربائي لإطلاق تفاعل كيميائي غير ممكن الحدوث بدونه. للتحليل الكهربائي أهمية تجارية عالية كعملية لفصل العناصر من أشكالها الموجودة في الطبيعة مثل الفلزات باستخدام خلية التحليل، كما يستخدم التحليل الكيميائي لتحضير مواد يصعب تحضيرها بالوسائل الكيميائية أو بسبب ارتفاع تكاليف الطرق الكيميائية . والأمثلة على ذلك موجودة في تحضير الألومنيوم، والكلور ومحلول هيدروكسيد الصوديوم النقي.
في أيامنا الحالية يكثر استخدام تفاعل انتاج الهيدروجين من الماء بواسطة التحليل الكهربائي. يعتبر الهيدروجين هو وقود المستقبل بديلا للوقود الأحفوري مثل البترول والفحم ، لأن احتراق الهيدروجين لا ينتج عند احتراقه ثاني أكسيد الكربون وإنما ينتج ماء.

## طريقة التحليل الكهربائي

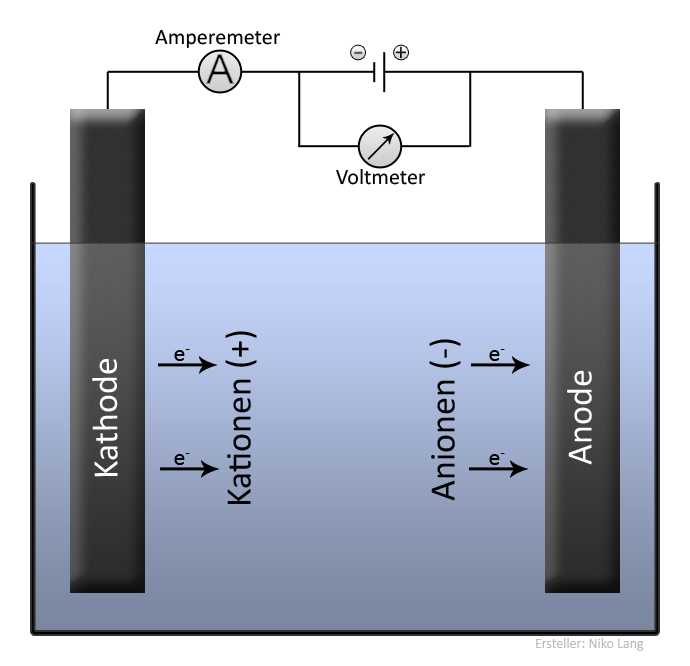
التحليل الكهربائي.

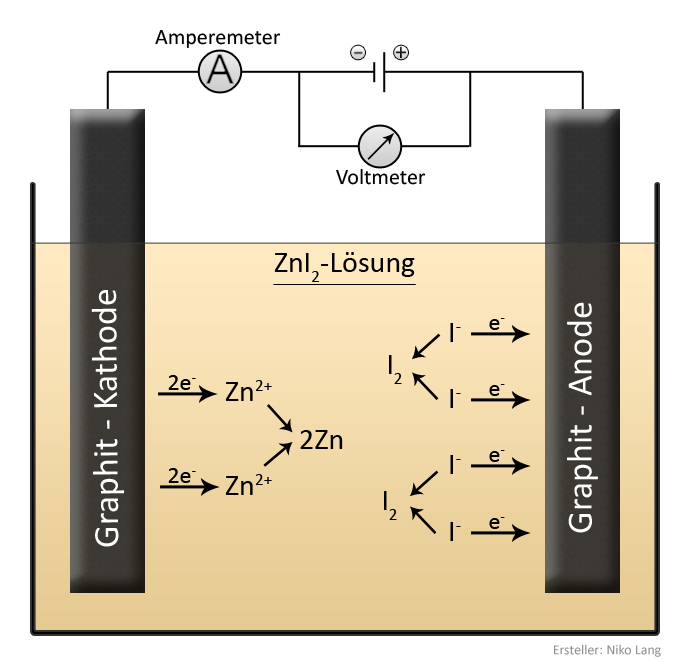
تحليل كهربائي لمحلول يوديد الزنك ، الأقطاب من أي مادة أخرى.

يمرر تيار مستمر بين قطبين في محلول موصل للكهرباء (كهرل) الذي يكون عادة محلول ماء، وعن طريق التحليل الكيميائي يحدث انفصال النواتج من المحلول.
يعمل الجهد الكهربائي فقدا للإلكترونات على القطب الموصول بالطرف الموجب من المصدر الكهربائي، وفي نفس الوقت زيادة في عدد الإلكترونات في القطب الآخر (المهبط) الموصول بالطرف السالب للمصدر الكهربائي. يتجمع غاز الهيدروجين عند القطب السالب، ويتجمَّع الأكسجين فوق القطب الموجب. عندما يكون الصنبوران الزجاجيان أعلى العمودين مغلقا يتجمع الهيدروجين فوق عمود الماء على ناحية القطب السالب، ويتجمع غاز الأكسجين فوق الماء عند العمود ذو القطب الموجب. (أنظر الشكل 1 ). وبما أنه لتكوين الماء نحتاج إلى حجمين من الهيدروجين وحجم واحد من الأكسجين (H2O)، فنجد أن غاز الهيدروجين المتجمع في عمود الهيدروجين ضعف ارتفاع غاز الأكسجين في عموده الموصول بالقطب الموجب . إذن ، الصورة في الشكل 1 تبين حالة أن يكون الصنبوران مفتوحين، حيث يخرج الغازان في هواء المختبر، كل غاز منهما فوق عموده. ونستطيع التحقق من عمود الهيدروجين بواسطة شعلة، أما الأكسجين فلا يحترق.

## التفاصيل
يجري في المحلول الأيونات الناتجة من الماء بعضها موجب الشحنة و الآخر سالب الشحنة . تذهب الأيونات الموجبة الشحنة (أيونات الهيدروجين) إلى المهبط وتأخذ منه إلكترونات مما يجعلها مُختزلة وتصعد في عمودها. أما على المصعد (القطب الموجب) فيجري تفاعل عكسي ، حيث تعطي الأيونات السالبة (أيونات الأكسجين) إلكتروناتها إلى القطب الموجب وتتأكسد الأنيونات، وتتصاعد في عمودها فوق الماء.
يجري انتقال الأيونات في المحلول عن طريق النفاذية في المحلول وعن طريق قوي التجاذب الكهرستاتيكي بين الأيونات والأقطاب.
يلزم لتلك العملية فرق جهد معين لا يصح أن يقل عنه، ويسمى «جهد التحلل» Uz . فيجب أن يكون فرق الجهد مساويا لجهد التحلل أو يزيد عنه لكي تسير العملية . وإذا كان فرق الجهد أقل من هذا الحد الأدنى اللازم لسير العملية فلا تتم العملية، ويصبح سطح كل قطب ملامس للمحلول غير موصل للكهرباء.
يمكن معرفة جهد التحلل لكل مادة من جهد الاختزال . كما نحصل من جهد الاختزال على معلومات إضافية مثل تحلل أقطاب فلز في حمض أو كيفية خفض جهد التحلل عن طريق اختيار قيمة pH-Wert في المحلول.
فعن طريق معرفة جهد الاختزال لمادة ما يمكننا حساب أنه لتكوين الأكسجين على المصعد عند تحليل الماء في محلول قلوي (جهد التحلل : 401و0 فولت) يجري عند جهد أقل عنه في محلول حمضي (جهد التحلل: 23و1 فولت ) أو محلول متعادل (جهد التحلل: 815و0 فولت) . كما يمكننا حساب أن فصل الهيدروجين على المهبط يكون أسهل في محلول حمضي عنه في ماء متعادل أو في محلول قلوي.
- عندما يكون في المحلول عدة كاتيونات قابلة للاختزال فنجد أن العملية تبدأ باختزال الكاتيونات التي لها جهدا موجبا في قائمة الجهود القياسية (سلبيتها أضعف). فنجد أنه في محلول مائي يحتوي على كلوريد الصوديوم نجد أنه يترسب على المهبط الهيدروجين وليس الصوديوم.

كذلك في وجود عدة أنواع من الأنيونات في المحلول وتكون قابلة للأكسدة ، نجد أن الأكسدة تحدث أولا لتلك الأنيونات التي تأتي في قائمة الجهود القياسية قريبة من الجهد صفر، أي التي تمتلك جهد اختزال موجب أضعف.
- عند تعدية جهد التحلل تزداد شدة التيار بزيادة الجهد الموصول بالخلية . وطبقا لقانون فاراداي تتناسب كمية المادة المترسبة من المحلول تناسبا طرديا مع كمية الشحنة المارة في الخلية (أي حاصل ضرب شدة التيار في الزمن، انظر قانون فاراداي ) .

## مثال لانتاج الهيدروجين من الماء
يقوم التيار الكهربائي بفصل جزيء الماء H2O إلى أيونات الهيدروكسيد HO− والهيدروجين H+: في الخلية الإلكتروليتية، تقبل أيونات الهيدروجين الإلكترونات عند الكاثود في تفاعل الأكسدة والاختزال مكونًا غاز ثنائي الهيدروجين H2، وفقًا لتفاعل الاختزال:
{\displaystyle {\begin{matrix}&\\2\,{\mbox{H}}_{2}{\mbox{O (liquide)}}&{\overrightarrow {\qquad }}&{\mbox{O}}_{2}{\mbox{ (gaz)}}+4\,{\mbox{H}}^{+}{\mbox{ (aqueux)}}+4\,e^{-}\ \\\end{matrix}}}
في حين أن أكسدة أيونات الهيدروكسيد - والتي بالتالي تفقد الإلكترونات - تحدث عند الأنود من أجل "إغلاق" الدائرة الكهربائية (توازن التفاعل الكيميائي في الشحنات):
{\displaystyle {\begin{matrix}&\\4\,{\mbox{H}}_{2}{\mbox{O (liquide)}}+4\,e^{-}&{\overrightarrow {\qquad }}&2\,{\mbox{H}}_{2}{\mbox{ (gaz)}}+4\,{\mbox{OH}}^{-}{\mbox{ (aqueux)}}\ \\\end{matrix}}}
مما يعطي معادلة التحلل الكهربائي التالية:
{\displaystyle {\begin{matrix}&\\2\,{\mbox{H}}_{2}{\mbox{O (liquide)}}&{\overrightarrow {\qquad }}&2\,{\mbox{H}}_{2}{\mbox{ (gaz)}}+{\mbox{O}}_{2}{\mbox{ (gaz)}}\ \\\end{matrix}}}
وبالتالي فإن كمية ثنائي الهيدروجين الغازي المنتجة تعادل ضعف كمية ثنائي الأكسجين من حيث عدد الجزيئات. وفقًا لقانون أفوجادرو، فإن الحجم المستعاد من ثنائي الهيدروجين الناتج هو أيضًا ضعف حجم الأكسجين.
طبقا لهذا التفاعل تنتج الكميات التالية:
H2O liq : 18,015 3 ± 0,000 4 g/mol
H2 gaz : 2,015 88 ± 0,000 14 g/mol
O2 gaz : 31,998 8 ± 0,000 6 g/mol.
وعلى ذلك يلزم لانتاج 1 طن من الهيدروجين كمية 8936,7 ± 0,8 كيلوجرام من الماء .
ومع ذلك، إذا كانت هذه الطريقة فعالة (كفاءة فاراداي بنسبة 90% في المحلول القلوي)، فهي ليست الأرخص لإنتاج ثنائي الأكسجين والهيدروجين صناعيًا. غالبًا ما نفضل استخلاص الأكسجين من الهواء، و الهيدروجين بواسطة تعديل الميثان CH4. ولكن على عكس التحليل الكهربائي، تنتج هذه الطريقة أيضًا ثاني أكسيد الكربون الغير مرغوب فيه .(راجع المقال ثنائي الهيدروجين)
- عمليا نحتاج إلى جهد أعلى لتسير عملية التحليل الكهربائي عن جهد الاختزال وذلك بسبب تخميد يحدث تلقائيا على سطح الأقطاب.
- عند قطع التيار وانتهاء عملية التحليل الكهربائي يمكننا قياس دفعة تيار كهربائي بين القطبين في الاتجاه العكسي . هذا التيار الذي يمر لفترة قصيرة يحدث بسبب عملية عكسية في خلية التحليل ، وهي تكوين خلية جلفانية. عندئذ لا يوجد تيار يعمل على تحليل المحلول وإنما ينشأ تيارا كهربائيا لمدة قصيرة، وتستخدم تلك الظاهرة لبناء وتشغيل خلية الوقود (حيث يتسبب تفاعل الهيدروجين والأكسجين في إنتاج طاقة كهربائية).

## اقرأ أيضًا
- قوانين فرداي للتحليل الكهربائي
- كيمياء كهربائية
- تفاعل أكسدة-اختزال
- جهاز هوفمان لتحليل الماء
- محول مقوم
- تحليل إشعاعي